# آنا كاشفي
آنا كاشفي (30 سبتمبر 1934 - 16 أغسطس 2015) هي كانت ممثلة بريطانية ظهرت في أفلام هوليوود في فترة الخمسينات.

## روابط خارجية
- آنا كاشفي على موقع IMDb (الإنجليزية)
- آنا كاشفي على موقع ألو سيني (الفرنسية)
- آنا كاشفي على موقع أول موفي (الإنجليزية)
- آنا كاشفي على موقع قاعدة بيانات الأفلام السويدية (السويدية)
- آنا كاشفي على موقع ديسكوغز (الإنجليزية)
- آنا كاشفي على موقع قاعدة بيانات الفيلم (الإنجليزية)
- آنا كاشفي على موقع كينوبويسك (الروسية)